# Lista odcinków serialu Legenda Korry
W artykule znajduje się lista odcinków serialu Legenda Korry, emitowanego w Polsce od 26 sierpnia 2012 roku na kanale Nickelodeon Polska.

## Księgi
| Księga | Księga | Odcinki    | Pierwsza emisja     | Ostatnia emisja   | Pierwsza emisja  | Ostatnia emisja   |
| ------ | ------ | ---------- | ------------------- | ----------------- | ---------------- | ----------------- |
|        | 1      | 1–12 (12)  | 14 kwietnia 2012    | 23 czerwca 2012   | 26 sierpnia 2012 | 11 listopada 2012 |
|        | 2      | 13–26 (14) | 13 września 2013    | 22 listopada 2013 | 19 lutego 2014   | 10 marca 2014     |
|        | 3      | 27–39 (13) | 27 czerwca 2014     | 22 sierpnia 2014  | 4 maja 2015      | 19 maja 2015      |
|        | 4      | 40–52 (13) | 4 października 2014 | 19 grudnia 2014   | 20 maja 2015     | 5 czerwca 2015    |

## Księga 1: Powietrze (2012)
| Nr | Tytuł                                              | Reżyseria                        | Scenariusz                                | Premiera         | Premiera w Polsce    |
| -- | -------------------------------------------------- | -------------------------------- | ----------------------------------------- | ---------------- | -------------------- |
| 1  | Witaj w Mieście Republiki Welcome to Republic City | Joaquim Dos Santos & Ki Hyun Ryu | Michael Dante DiMartino & Bryan Konietzko | 14 kwietnia 2012 | 26 sierpnia 2012     |
| 2  | Liść na wietrze A Leaf in the Wind                 | Joaquim Dos Santos & Ki Hyun Ryu | Michael Dante DiMartino & Bryan Konietzko | 14 kwietnia 2012 | 2 września 2012      |
| 3  | Objawienie The Revelation                          | Joaquim Dos Santos & Ki Hyun Ryu | Michael Dante DiMartino & Bryan Konietzko | 21 kwietnia 2012 | 9 września 2012      |
| 4  | Głos w nocy The Voice in the Night                 | Joaquim Dos Santos & Ki Hyun Ryu | Michael Dante DiMartino & Bryan Konietzko | 28 kwietnia 2012 | 16 września 2012     |
| 5  | Duch współzawodnictwa The Spirit of Competition    | Joaquim Dos Santos & Ki Hyun Ryu | Michael Dante DiMartino & Bryan Konietzko | 5 maja 2012      | 23 września 2012     |
| 6  | A zwycięzcą jest... And the Winner Is...           | Joaquim Dos Santos & Ki Hyun Ryu | Michael Dante DiMartino & Bryan Konietzko | 12 maja 2012     | 30 września 2012     |
| 7  | Pokłosie The Aftermath                             | Joaquim Dos Santos & Ki Hyun Ryu | Michael Dante DiMartino & Bryan Konietzko | 19 maja 2012     | 7 października 2012  |
| 8  | Spotkanie Biegunów When Extremes Meet              | Joaquim Dos Santos & Ki Hyun Ryu | Michael Dante DiMartino & Bryan Konietzko | 2 czerwca 2012   | 14 października 2012 |
| 9  | Z przeszłości Out of the Past                      | Joaquim Dos Santos & Ki Hyun Ryu | Michael Dante DiMartino & Bryan Konietzko | 9 czerwca 2012   | 21 października 2012 |
| 10 | Wojna Turning the Tides                            | Joaquim Dos Santos & Ki Hyun Ryu | Michael Dante DiMartino & Bryan Konietzko | 16 czerwca 2012  | 28 października 2012 |
| 11 | Trupy w szafie Skeletons in the Closet             | Joaquim Dos Santos & Ki Hyun Ryu | Michael Dante DiMartino & Bryan Konietzko | 23 czerwca 2012  | 4 listopada 2012     |
| 12 | Koniec gry Endgame                                 | Joaquim Dos Santos & Ki Hyun Ryu | Michael Dante DiMartino & Bryan Konietzko | 23 czerwca 2012  | 11 listopada 2012    |

## Księga 2: Duchy (2013)
| Nr | Tytuł                                        | Reżyseria  | Scenariusz              | Premiera             | Premiera w Polsce |
| -- | -------------------------------------------- | ---------- | ----------------------- | -------------------- | ----------------- |
| 13 | Zbuntowany duch Rebel Spirit                 | Colin Heck | Tim Hedrick             | 13 września 2013     | 19 lutego 2014    |
| 14 | Południowe światła The Southern Lights       | Ian Graham | Joshua Hamilton         | 13 września 2013     | 20 lutego 2014    |
| 15 | Wojny domowe, część 1 Civil Wars, Part 1     | Colin Heck | Michael Dante DiMartino | 20 września 2013     | 21 lutego 2014    |
| 16 | Wojny domowe, część 2 Civil Wars, Part 2     | Ian Graham | Michael Dante DiMartino | 27 września 2013     | 24 lutego 2014    |
| 17 | Rozjemcy Peacekeepers                        | Colin Heck | Tim Hedrick             | 4 października 2013  | 25 lutego 2014    |
| 18 | Przynęta The Sting                           | Ian Graham | Joshua Hamilton         | 11 października 2013 | 26 lutego 2014    |
| 19 | Początki, część 1 Beginnings, Part 1         | Colin Heck | Michael Dante DiMartino | 18 października 2013 | 27 lutego 2014    |
| 20 | Początki, część 2 Beginnings, Part 2         | Ian Graham | Tim Hedrick             | 18 października 2013 | 28 lutego 2014    |
| 21 | Przewodnik The Guide                         | Colin Heck | Joshua Hamilton         | 1 listopada 2013     | 3 marca 2014      |
| 22 | Nowa era duchowa A New Spiritual Age         | Ian Graham | Tim Hedrick             | 8 listopada 2013     | 4 marca 2014      |
| 23 | Noc tysiąca gwiazd Night of a Thousand Stars | Colin Heck | Joshua Hamilton         | 15 listopada 2013    | 5 marca 2014      |
| 24 | Harmonijne zrównanie Harmonic Convergence    | Ian Graham | Tim Hedrick             | 15 listopada 2013    | 6 marca 2014      |
| 25 | Nadejście mroku Darkness Falls               | Colin Heck | Joshua Hamilton         | 22 listopada 2013    | 7 marca 2014      |
| 26 | Światło w mroku Light in the Dark            | Ian Graham | Michael Dante DiMartino | 22 listopada 2013    | 10 marca 2014     |

## Księga 3: Zmiana (2014)
| Nr | Tytuł                                           | Reżyseria      | Scenariusz                    | Premiera         | Premiera w Polsce |
| -- | ----------------------------------------------- | -------------- | ----------------------------- | ---------------- | ----------------- |
| 27 | Łyk świeżego powietrza A Breath of Fresh Air    | Melchior Zwyer | Tim Hedrick                   | 27 czerwca 2014  | 4 maja 2015       |
| 28 | Odrodzenie Rebirth                              | Colin Heck     | Joshua Hamilton               | 27 czerwca 2014  | 4 maja 2015       |
| 29 | Królowa Ziemi The Earth Queen                   | Ian Graham     | Tim Hedrick                   | 27 czerwca 2014  | 5 maja 2015       |
| 30 | Wyzwolenie In Harm’s Way                        | Melchior Zweyr | Joshua Hamilton               | 11 lipca 2014    | 6 maja 2015       |
| 31 | Klan Metalu The Metal Clan                      | Colin Heck     | Michael Dante DiMartino       | 11 lipca 2014    | 7 maja 2015       |
| 32 | Dawne rany Old Wounds                           | Ian Graham     | Katie Matilla                 | 18 lipca 2014    | 8 maja 2015       |
| 33 | Pierwotni magowie powietrza Original Airbenders | Melchior Zwyer | Tim Hedrick                   | 18 lipca 2014    | 11 maja 2015      |
| 34 | Napaść The Terror Within                        | Colin Heck     | Joshua Hamilton               | 25 lipca 2014    | 12 maja 2015      |
| 35 | Zasadzka The Stakeout                           | Ian Graham     | Michael Dante DiMartino       | 1 sierpnia 2014  | 13 maja 2015      |
| 36 | Niech żyje królowa Long Live the Queen          | Melchior Zwyer | Tim Hedrick                   | 8 sierpnia 2014  | 14 maja 2015      |
| 37 | Ultimatum The Ultimatum                         | Colin Heck     | Joshua Hamilton               | 15 sierpnia 2014 | 15 maja 2015      |
| 38 | Wejście w pustkę Enter the Void                 | Ian Graham     | Michael Dante DiMartino       | 22 sierpnia 2014 | 18 maja 2015      |
| 39 | Jad Czerwonego Lotosu Venom of the Red Lotus    | Melchior Zwyer | Tim Hedrick & Joshua Hamilton | 22 sierpnia 2014 | 19 maja 2015      |

## Księga 4: Równowaga (2014)
| Nr | Tytuł                              | Reżyseria               | Scenariusz                                   | Premiera             | Premiera w Polsce |
| -- | ---------------------------------- | ----------------------- | -------------------------------------------- | -------------------- | ----------------- |
| 40 | Po latach After All These Years    | Colin Heck              | Joshua Hamilton                              | 3 października 2014  | 20 maja 2015      |
| 41 | Samotna Korra Korra Alone          | Ian Graham              | Michael Dante DiMartino                      | 10 października 2014 | 21 maja 2015      |
| 42 | Koronacja The Coronation           | Melchior Zwyer          | Tim Hedrick                                  | 17 października 2014 | 22 maja 2015      |
| 43 | Wezwanie The Calling               | Colin Heck              | Katie Mattila                                | 24 października 2014 | 25 maja 2015      |
| 44 | Wróg u bram Enemy at the Gates     | Melchior Zwyer          | Tim Hedrick                                  | 31 października 2014 | 26 maja 2015      |
| 45 | Bitwa o Zaofu The Battle of Zaofu  | Melchior Zwyer          | Tim Hedrick                                  | 7 listopada 2014     | 27 maja 2015      |
| 46 | Spotkanie Reunion                  | Colin Heck              | Michael Dante DiMartino                      | 14 listopada 2014    | 28 maja 2015      |
| 47 | Wspomnienia Remembrances           | Michael Dante DiMartino | Joshua Hamilton, Katie Mattila & Tim Hedrick | 21 listopada 2014    | 29 maja 2015      |
| 48 | Ostoja duchów Beyond the Wilds     | Ian Graham              | Joshua Hamilton                              | 28 listopada 2014    | 1 czerwca 2015    |
| 49 | Operacja Beifong Operation Beifong | Melchior Zwyer          | Tim Hedrick                                  | 5 grudnia 2014       | 2 czerwca 2015    |
| 50 | Gambit Kuviry Kuvira’s Gambit      | Colin Heck              | Joshua Hamilton                              | 12 grudnia 2014      | 3 czerwca 2015    |
| 51 | Dzień Kolosa Day of the Colossus   | Ian Graham              | Tim Hedrick                                  | 19 grudnia 2014      | 4 czerwca 2015    |
| 52 | Ostatnia bitwa The Last Stand      | Melchior Zwyer          | Michael Dante Dimartino                      | 19 grudnia 2014      | 5 czerwca 2015    |